# 1983 w Wojsku Polskim
Kalendarium Wojska Polskiego 1983 – wydarzenia w Wojsku Polskim w 1983 roku.

## 1983
- wprowadzenie planu mobilizacyjnego SZ „PM 83" oraz nowych instrukcji mobilizacyjnych[1]

## Styczeń
4 stycznia
- posiedzenie Doradczego Komitetu Politycznego Układu Warszawskiego w Pradze[1]

11 stycznia
- posiedzenie Komitetu Ministrów Obrony Układu Warszawskiego w Pradze[1]

22 stycznia
- przyjęcie przez I sekretarza KC Naczelnego Dowódcy Zjednoczonych Sił Zbrojnych Układu Warszawskiego[1]

## Luty
9 lutego
- nowelizacja ustawy o zaopatrzeniu emerytalnym żołnierzy zawodowych przez Sejmową Komisję Obrony Narodowej[1]

25 lutego
- narada w Głównym Kwatermistrzostwie WP na temat gospodarki żywnościowej w SZ[1]

## Marzec
10 marca
- ćwiczenia z udziałem jednostek Armii Radzieckiej, Narodowej Armii Ludowej NRD, Wojska Polskiego wizytowane przez szefa Sztabu Generalnego WP[1]

14 marca
- gen. dyw. Józef Użycki przestał dowodzić Pomorskim Okręgiem Wojskowym

## Kwiecień
1 kwietnia
- na stanowisko dowódcy Pomorskiego Okręgu Wojskowego wyznaczony został gen. dyw. Zbigniew Blechman

6 kwietnia
- posiedzenie Komitetu Ministrów Układu Warszawskiego w Pradze[1]

13 kwietnia
- przyjęcie przez I sekretarza KC Naczelnego Dowódcy Zjednoczonych Sił Zbrojnych Układu Warszawskiego[1]

19 kwietnia
- posiedzenie Sejmowej Komisji Obrony Narodowej na temat programu oszczędnościowego w SZ[1]

20 kwietnia
- uruchomienie Wojskowe Grupy Operacyjne w celu sprawdzenia wykonania zaleceń[1]

21 kwietnia
- centralna narada z dowódcami jednostek wojskowych[1]

26 kwietnia
- posiedzenie Rady Wojskowej Zjednoczonych Sił Zbrojnych Układu Warszawskiego w Bukareszcie[1]

## Maj
9 maja
- obchody Dnia Zwycięstwa

22 maja
- obchody święta 55 Pułku Przeciwlotniczego

## Czerwiec
30 czerwca
- ćwiczenie „Sojusz 83”[1]

## Lipiec
5 lipca
- ukazała się pierwsza z zapowiedzianych na jubileusz 300-lecia wiedeńskiego zwycięstwa emisja znaczków pocztowych. Na pięciu znaczkach przedstawione są rodzaje wojsk króla Jana Sobieskiego uczestniczących w bitwie: dragoni, pancerni, piechota, jazda lekka i husaria[2].

5-9 lipca
- w Kołobrzegu odbył się XVII Festiwal Piosenki Żołnierskiej. Prezentowano trzy widowiska muzyczne, koncerty orkiestr wojskowych, wystawy broni i ekwipunktu wojskowego, malarstwa batalistycznego i medalierstwa[2].

14 lipca
- w Wojskowej Akademii Politycznej im. Feliksa Dzierżyńskiego odbyła się uroczystość zakończenia roku akademickiego. Dyplomy magisterskie i doktorów, w tym doktora habilitowanego, wręczał szef GZP – gen. dyw. dr J. Baryła. Obecny był przedstawiciel naczelnego dowódcy Zjednoczonych Sił Zbrojnych Układu Warszawskiego przy Wojsku Polskim – gen. armii A. Szczegłow[2].

15 lipca
- W Głównym Kwatermistrzostwie WP odbyło się spotkanie kierownictwa instytucji z absolwentami ASG, którzy ukończyli kwatermistrzowski kierunek studiów, oraz z absolwentami radzieckiej Akademii Tyłów i Transportu. Wiceminister obrony narodowej, główny kwatermistrz – gen. broni M. Obiedziński, uhonorował przodujących absolwentów nagrodami[2].
- w Akademii Sztabu Generalnego w Warszawie odbyło się uroczyste zakończenie roku akademickiego połączone z promocją. Dyplomy wręczał zastępca członka Biura Politycznego KC PZPR – gen. broni Florian Siwicki[2].
- w 3 Berlińskim Pułku Zmechanizowanym odbył się XII Zlot Przodowników Wyszkolenia. Z uczestnikami zlotu spotkał się dowódca Warszawskiego Okręgu Wojskowego, gen. dyw. J. Skalski. Podczas spotkania dowódca okręgu wyróżnił 38 oficerów i chorążych złotymi odznakami "Wzorowy Dowódca"[2].

16 lipca
- w Wojskowej Akademii Technicznej im. gen. Jarosława Dąbrowskiego w Warszawie, na pierwszy stopień oficerski zostali mianowani słuchacze IV roku WAT. Aktu promocji dokonał szef Sztabu Generalnego – gen. broni Florian Siwicki[2]

20 lipca
- w Akademii Wojskowej im. Fryderyka Engelsa w Dreźnie odbyła się uroczystość zakończenia roku akademickiego połączona z promocją. Wśród absolwentów byli oficerowie Wojska Polskiego[2]

21 lipca
- w obradach Sejmu PRL wzięli udział wszyscy członkowie WRON oraz żołnierze zawodowi i rezerwy, którzy w sposób szczególny wyróżniali się w czasie wykonywania zadań specjalnych w okresie stanu wojennego: płk w st. sp. L. Rudnicki, ppłk W. Machowski, por. A. Bukowski, chor. P. Zaręba, st. sierż. Z. Wersocki, sierż. pchor. W. Dębicki, mł. chor. C. Orlikowski, sierż. pchor. rez. J. Dąbicka i mar. L. Siwek[2].

22 lipca
- Rada Państwa zniosła na całym terytorium Polskiej Rzeczypospolitej Ludowej stan wojenny wprowadzony ze względu na bezpieczeństwo państwa z dniem 13 grudnia 1981[3][4] → Stan wojenny w Polsce 1981–1983
- ukazał się rozkaz specjalny ministra obrony narodowej nr 12 wyrażający podziękowanie wszystkim żołnierzem, którzy wzięli aktywny udział w obronie socjalistycznego państwa. Rozkaz nakazywał:

Dowódcom jednostek i szefom instytucji wojskowych rozkaz niniejszy odczytać na specjalnych zbiórkach. Na odprawach i zebraniach kadry i żołnierzy służby zasadniczej, ocenić ich wkład w realizację zadań powierzonych siłom zbrojnym w trudnym dla narodu i ludowego państwa okresie.
Wpisać do Honorowej Księgi Czynów Żołnierskich, honorowych ksiąg okręgów wojskowych i rodzajów sił zbrojnych oraz kronik jednostek wojskowych nazwiska żołnierzy służby czynnej i rezerwy oraz pracowników cywilnych wojska, którzy szczególnie ofiarnym i skutecznym działaniem zasłużyli na trwałą pamięć.
26 lipca
- w Muzeum Wojska Polskiego w Warszawie została otwarta wystawa "Zwycięstwo wiedeńskie na tle wojen polsko-tureckich w XVII wieku"[2].

## Sierpień
2 sierpnia
- w centralnym Ośrodku Szkolenia Specjalistów Technicznych Wojsk Lotniczych im. gen. Walerego Wróblewskiego w Oleśnicy z inicjatywy Rady Młodzieżowej Wojsk Lotniczych odbyło się "Młodzieżowe spotkanie lotniczych pokoleń". Przybyli na nie: zastępca członka KC PZPR, przewodniczący ZG ZSMP – Jerzy Jaskiernia, dowódca wojsk lotniczych – gen. bryg. pil. T. Krawczyc, przewodniczący RM WP – mjr T. Rzepecki, przedstawiciel Zarządu Politycznego PGW AR oraz weterani ruchu młodzieżowego. Przewodniczący ZG ZSMP udekorował sztandar odznaką "Za zasługi dla ZSMP"[2].
- główny inspektor obrony terytorialnej – gen. broni T. Tucząpski wizytował zgrupowanie "Żuławy"[b], które pracowało przy regulacji rozlewiska Wisły, odbudowie wałów przeciwpowodziowych, budowie mostów oraz konserwacji urządzeń melioracyjnych. Towarzyszyli mu m.in.: dyrektor generalny w Ministerstwie Rolnictwa i Gospodarki Żywnościowej – Z. Stencel, przewodniczący WRN w Bydgoszczy – gen. bryg. F. Kamiński i wojewoda elbląski – płk R. Urliński[2].

9 sierpnia
- w Warszawie odbyło się spotkanie przedstawicieli kierownictwa MON z generałami i oficerami WP, którzy w okresie stanu wojennego, wykonywali zadania komisarzy – pełnomocników KOK w resortach i województwach. Komisarze wojskowi otrzymali pisemne podziękowania od WRON, podpisane przez jej przewodniczącego– gen. armii W. Jaruzelskiego[2].

21 sierpnia
- absolwentów Szkoły Chorążych Politycznych w Łodzi promował I zastępca szefa GZP – gen. dyw. dr Tadeusz Szaciło. Promocje odbyły się także w szkole chorążych Wojsk Zmechanizowanych w Elblągu, Wojsk Radiotechnicznych w Jeleniej Górze, Personelu Technicznego Wojsk Lotniczych w Oleśnicy i Zamościu, Wojsk Inżynieryjnych i Komunikacji we Wrocławiu, Wojskowej Służby Wewnętrznej w Mińsku Mazowieckim, Służby Topograficznej w Toruniu, Wojsk Ochrony Pogranicza w Kętrzynie, Wojsk Łączności w Legnicy, Zakwaterowania i Budownictwa w Giżycku, Służby Samochodowej w Pile, Służby Uzbrojenia w Olsztynie, Służb Kwatermistrzowskich w Poznaniu, Administracji Wojskowej w Łodzi[2].
- główny kwatermistrz WP – gen. broni M. Obiedziński wręczył dowódcy jednostki garnizonu lubelskiego sztandar ufundowany przez załogę FSC[2].

28 sierpnia
- w Wyższej Szkole Oficerskiej Wojsk Zmechanizowanych im. Tadeusza Kościuszki we Wrocławiu aktu promocji dokonał gen. armii Wojciech Jaruzelski. Udekorował on też sztandar szkoły Orderem Sztandaru Pracy I klasy[2].

W pozostałych WSO promowali:
absolwentów Wyższej Szkoły Oficerskiej Wojsk Rakietowych i Artylerii im. gen. J. Bema: główny inspektor obrony terytorialnej – gen. broni T. Tuczapski
w Wyższej Szkole Oficerskiej Wojsk Pancernych im. S. Czarnieckiego – główny inspektor szkolenia – gen. broni E. Molczyk
w Wyższej Szkole Oficerskiej Służb Kwatermistrzowskich im. Mariana Buczka główny kwatermistrz – gen. broni M. Obiedziński
w Wyższej Szkole Oficerskiej Samochodowej im. gen. Aleksandra Waszkiewicza, główny inspektor techniki – gen. broni Z. Nowak
w Wyższej Szkole Oficerskiej Wojsk Obrony Przeciwlotniczej im. por. M. Kalinowskiego, szef Głównego Zarządu Szkolenia Bojowego – gen. dyw. W. Barański
w Wyższej Szkole Oficerskiej Wojsk Inżynieryjnych im. gen. J. Jasińskiego, I zastępca szefa Sztabu Generalnego – gen. dyw. dr A. Jasiński
w Wyższej Szkole Oficerskiej Wojsk Łączności im. B. Kowalskiego, dowódca Warszawskiego Okręgu Wojskowego – gen. dyw. J. Skalski
Wyższej Oficerskiej Szkoły Radiotechnicznej im. kpt. S. Bartosika dowódca WOPK – gen. dyw. L. Łozowicki
w Wyższej Szkole Oficerskiej Wojsk Chemicznych im. S. Ziaji, szef wojsk chemicznych – gen. dyw. Cz. Krzyszowski
Centrum Szkolenia WOP, dowódca WOP – gen. bryg. F. Stranik.
24 sierpnia
- w Archiwum Głównym Akt Dawnych w Warszawie odbyła się uroczystość przekazania dokumentów dotyczących historii Polski, które znajdowały się w zbiorach archiwalnych w RFN. Były to m.in. 3 oryginalne dokumenty Jana Kazimierza pisane w języku polskim z lat 1666 i 1667, pismo króla Michała Wiśniowieckiego z 1673 roku oraz 3 dokumenty z własnoręcznymi podpisami króla Jana III Sobieskiego z lat 1676, 1685 i 1693[2].

28 sierpnia
- siostra mjr. Henryka Sucharskiego przekazała Muzeum WP jego ordery i odznaczenia, wśród nich: dwa Ordery Virtuti Militari V klasy, Krzyż Walecznych (nadany dwukrotnie), Srebrny Krzyż Zasługi, Medal X-lecia Odzyskania Niepodległości oraz pośmiertnie nadany przez RP PRL Order Virtuti Militari II klasy i Krzyż Komandorski[2].

30 sierpnia
- 23 Eskadra Lotnicza Szkolna w Dęblinie otrzymała imię por. nawig. Jana Dzieńkowskiego[5]

## Wrzesień
8 września
- w Wojskowej Akademii Politycznej im. F. Dzierżyńskiego zakończył się kurs metodyczny dla szefów wydziałów politycznych WSO i ośrodków szkoleniowych, kierowników katedr i cyklów oraz wykładowców przedmiotów społeczno-połitycznych wyższych szkół oficerskich i ośrodków szkoleniowych[2].

15 września
- 3 Pułk Zabezpieczenia Dowództwa Marynarki Wojennej w Gdyni otrzymał imię płk. Stanisława Dąbka[6]
- w Wyższej Oficerskiej Szkole Radiotechnicznej im. kpt. Sylwestra Bartosika odbyła się narada szkoleniowa kierowniczej kadry wyższych szkół oficerskich i centralnych ośrodków szkolenia. Naradą kierował szef Zarządu Szkolnictwa Wojskowego – gen. bryg. dr S. Żak[2].

17 września
- w Gdyni zakończyły się igrzyska Spartakiady 40-lecia ludowego Wojska Polskiego. Na finał przybyli: główny inspektor szkolenia – gen. broni E. Molczyk, dowódca Marynarki Wojennej – adm. L. Janczyszyn, przedstawiciele władz partyjnych i samorządowych gdańskiego regionu z I sekretarzem KW PZPR, S. Bejgerem[2].

18 września
- w WSMW w Gdyni odbyła się promocja. Promował główny inspektor szkolenia – gen. broni E, Molczyk. Obecni byli: dowódca Pomorskiego Okręgu Wojskowego – gen. bryg. Z. Blechman, oraz dowódca Marynarki Wojennej – adm. L. Janczysżyn. Przybyli honorowi goście: zastępca członka BP KC, I sekretarz KW PZPR w Gdańsku – S. Bejger, przewodniczący WRN w Gdańsku – L. Bednarski, gospodarze Gdyni, przedstawiciele korpusu dyplomatycznego w Gdańsku i dyrektorzy stoczni Gdańskiej im. Lenina i Marynarki Wojennej im. Dąbrowszczaków, a także rektorzy i przedstawiciele wyższych uczelni Trójmiasta[2].

21 września-23 września
- na poligonie Pomorskiego Okręgu Wojskowego odbyło się ćwiczenie pod kryptonimem "Szafir-83". Zaproszeni na nie zostali przedstawiciele środowisk twórczych: artyści scen teatralnych i filmu, sal koncertowych, ludzie pióra i kamery, artyści-plastycy[2].

22 września
- we Wrocławiu obradowali wojskowi handlowcy. Celem narady dyrektorów przedsiębiorstw okręgowych i oddziałów WCH było określenie takich form działalności, aby przestrzegając zasad reformy gospodarczej maksymalnie zapewnić zaspokojenie potrzeb środowiska wojskowego[2].

## Październik
10 października
- minister obrony narodowej wyróżnił 34 żołnierzy i jednego pracownika wojska wpisem do „Honorowej Księgi Czynów Żołnierskich”

15 października
- na budowie elektrowni Jänschwalde podpułkownik Mieczysław Goszczycki z 5 Saskiej Dywizji Pancernej w obecności przedstawicieli Wojsk Ochrony Pogranicza i Armii Radzieckiej otworzył Izbę Pamięci generała brygady Aleksandra Waszkiewicza, dowódcy 5 Dywizji Piechoty 2 Armii WP[7]

19 października
- zarejestrowanie Niezależnego Samorządnego Związku Zawodowego Pracowników Wojska[1]

## Listopad
23 listopada
- w 5 pułku zmechanizowanym odbyła się uroczystość przekazania obowiązków ministra obrony narodowej; gen. Wojciech Jaruzelski przekazał stanowisko gen. Florianowi Siwickiemu[8]

## Grudzień
6 grudnia
- kontrola zakładów pracy oraz przedsiębiorstw państwowych i spółdzielczych przez WGO[1]

14 grudnia

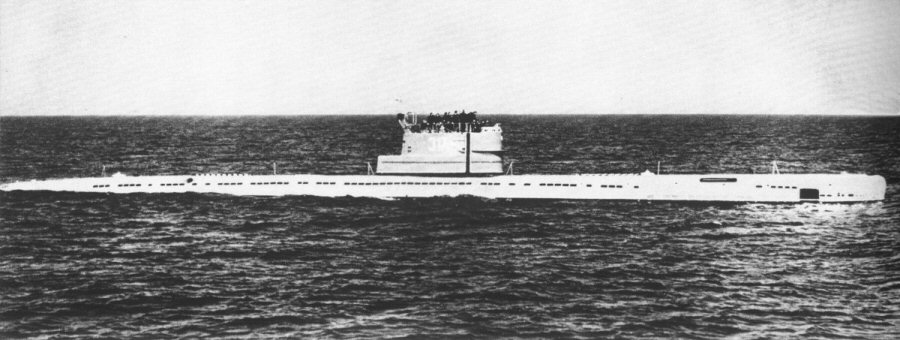
ORP „Orzeł”

- posiedzenie Sejmowej Komisji ON na temat budżetu MON w 1984[1]

31 grudnia
- ze służby został wycofany okręt podwodny ORP „Orzeł” (292) i kuter torpedowy ORP „Bystry” (KTD-453)